# Клан Моррисон
Название клана Моррисон звучит по-гэльски «Chlann Mhich-Gaill-Mhoir», что означает «клан приверженцев Святой Марии». От этого происходит патроним вождей клана — Macgill-Mhoir. Считается, что этот клан имеет скандинавское происхождение и возможно происходит от внебрачного сына короля Норвегии, который потерпел кораблекрушение у берегов Льюиса. Клан Моррисон с Льюиса не надо путать с Моррисонами из центрального Хайлэнда (из Перта и Леннокса), «сыновьями Мойриса», а также с Моррисонами, которые происходят от бардов О’Murghisain из Ирландии (Инишоуэн, Донегол), обосновавшихся на острове Льюис-энд-Гаррис и не имеющих никакого отношения к клану Моррисонов с Льюиса. Вожди Моррисонов одно время занимали наследственный пост Brilhinh (то есть начальника суда) у Маклаудов, от которых они получили Хабост на севере Льюиса, и были известны как Chlann-na-Britimh.
Первый известный в истории Моррисон — Уисдин Хью, жил в XVI веке и был современником последнего Маклауда с Льюиса, Родерика, который был вождем примерно до 1595 года. Он стал их врагом, когда предал Торквила «Черного» Маклауда, в результате чего тот был казнен Маккензи в 1597 году. После этого Моррисонам пришлось искать убежище на материке, и приблизительно 60 семейств Моррисонов переселились в Сатерленд и обосновались около Дернесса в землях Маккаев, чем можно объяснить сходство тартанов Моррисонов и Маккаев. Другая ветвь присоединилать к Маклинам из Дуарта. До нас дошло немного сведений по ранней истории клана. Они потеряли наследственную должность судьи Льюиса в 1613 или 1616 году, сопротивляясь поглощению Маккензи, и к XIX веку невозможно было даже проследить их родословную.
Ветвь клана, Моррисоны с острова Паббей (к югу от Харриса), были наследственными кузнецами и оружейниками Маклаудов с Харриса. Джон Моррисон из этого семейства был знаменитым поэтом XIX века. Утверждают, что последние Моррисоны с Паббей были вынуждены покинуть свои наследственные земли после того как попались на незаконном производстве виски. Моррисоны из Рахди в Норт-Уисте — потомки Моррисонов с Паббей, и Судом Льва были повторно утверждены вождями клана Моррисон.
Некоторые Моррисоны происходят с острова Скай. Морисоны из северо-восточной Шотландии весьма отличаются от северной ветви клана и представлены Морисонами из Богни, Френдрогта и Маунтблэри.